# Heartbeat
 Heartbeat és una pel·lícula estatunidenca de Sam Wood estrenada el 1946.

## Argument
Arlette Lafron és una jove delinqüent que s'escapa del reformatori i entra a formar part d'una banda de carteristes de París, dirigida pel famós lladre Aristide. Aquest la convertirà en el número u de la seva promoció, però, inexplicablement, serà enxampada in fraganti en el seu primer furt. Inesperadament, l'aristòcrata que la sorprèn li exigirà a canvi de no denunciar-la que faci un robatori per a ell.

## Repartiment
- Ginger Rogers: Arlette Lafron
- Jean-Pierre Aumont: Pierre de Roche
- Adolphe Menjou: L'ambaixador
- Melville Cooper: Roland Latour
- Mikhail Rasumny: Yves Cadubert
- Eduardo Ciannelli: Baró Ferdinand Dvorak
- Mona Maris: La dona de l'ambaixador
- Henry Stephenson: El ministre
- Basil Rathbone: Professor Aristide